# 池部駅
池部駅（いけべえき）は、奈良県北葛城郡河合町池部一丁目にある、近畿日本鉄道（近鉄）田原本線の駅。駅番号はI40。
副駅名として「馬見丘陵公園」という名称が与えられている。

## 歴史
- 1918年（大正7年）4月26日：大和鉄道新王寺 - 田原本（現在の西田原本）間開通時に開業[1]。
- 1948年（昭和23年）6月15日：標準軌に改軌、電化[1]。
- 1961年（昭和36年）10月1日：会社合併により信貴生駒電鉄の駅となる[1]。
- 1964年（昭和39年）10月1日：会社合併により近畿日本鉄道田原本線の駅となる[1]。
- 2007年（平成19年）4月1日：PiTaPa使用開始[2]。
- 2011年（平成23年）10月1日：終日無人駅化となる。

## 駅構造
単式1面1線のホームを持つ地上駅で、新王寺行きと西田原本行きの双方が同一ホームに発着する（以前は2面2線のホームを持つ交換可能駅だった）。ホーム有効長は3両。
王寺駅管理の無人駅（駅舎はホームにあるが改札口は閉鎖された）で、自動改札機は導入されておらず、PiTaPa・ICOCAは専用の簡易改札機による対応となっている。

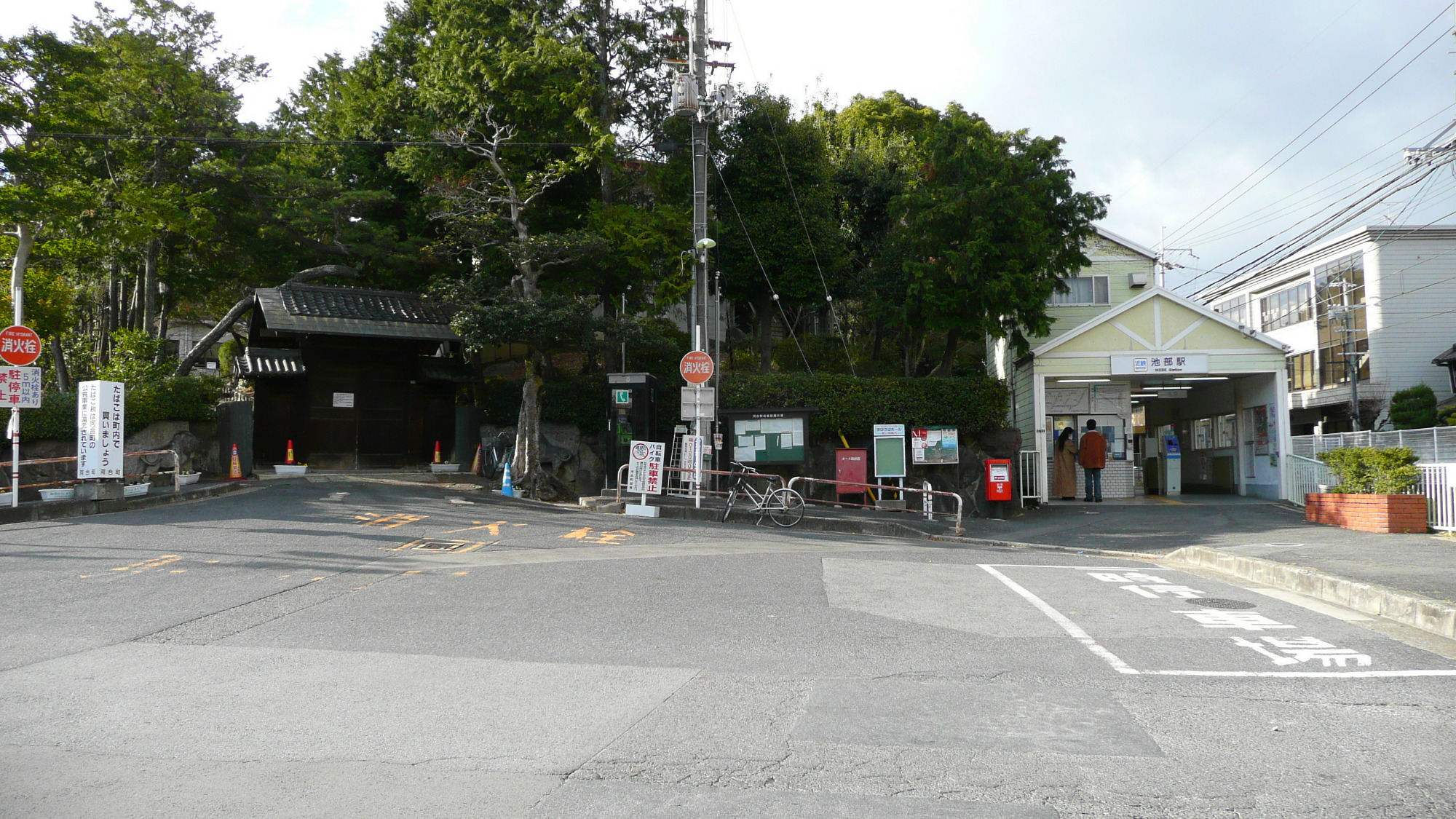
町役場入口に隣接する駅舎
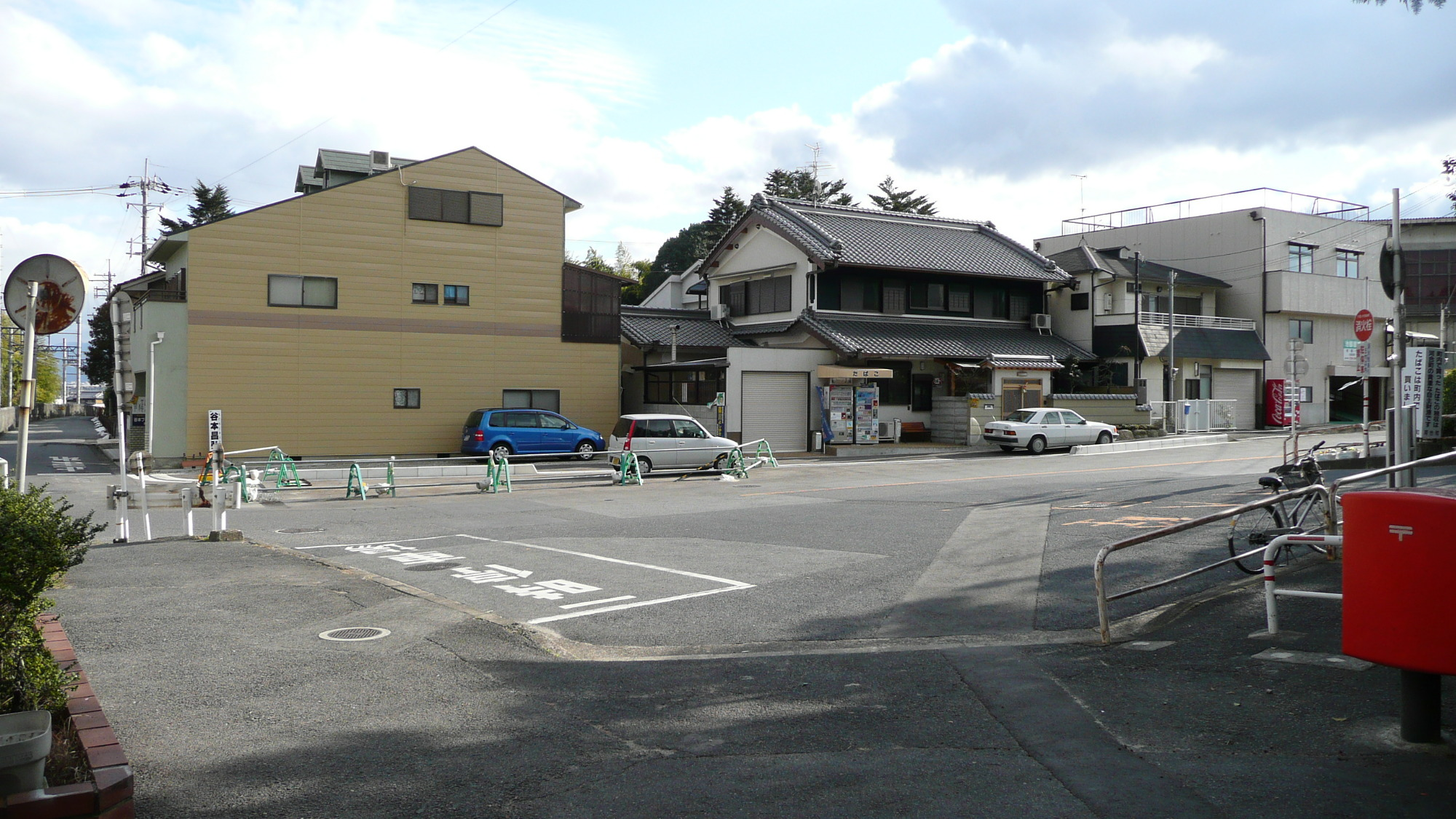
駅前広場

## 当駅乗降人員
近年における当駅の1日乗降人員の調査結果は以下の通り。
- 2023年11月7日：974人
- 2022年11月8日：1,059人
- 2021年11月9日：990人
- 2018年11月13日：1,186人
- 2015年11月10日：1,216人
- 2012年11月13日：1,263人
- 2010年11月9日：1,917人
- 2008年11月18日：1,128人
- 2005年11月8日：1,151人

## 利用状況
- 池部駅の利用状況の変遷を下表に示す。
  - 輸送実績（乗車人員）の単位は人であり、年度での総計値を示す[4]。年度間の比較に適したデータである。
  - 乗降人員調査結果は任意の1日における値（単位：人）である。調査日の天候・行事等の要因によって変動が大きいので年度間の比較には注意を要する。
  - 表中、最高値を赤色で、最高値を記録した年度以降の最低値を青色で、最高値を記録した年度以前の最低値を緑色で表記している。

| 年 度              | 当駅分輸送実績（乗車人員）：人／年度 | 当駅分輸送実績（乗車人員）：人／年度 | 当駅分輸送実績（乗車人員）：人／年度 | 当駅分輸送実績（乗車人員）：人／年度 | 乗降人員調査結果 人／日 | 乗降人員調査結果 人／日 | 特 記 事 項 |
| ------------------ | ------------------------------------ | ------------------------------------ | ------------------------------------ | ------------------------------------ | ----------------------- | ----------------------- | ----------- |
| 年 度              | 通勤定期                             | 通学定期                             | 定期外                               | 合 計                                | 調査日                  | 調査結果                | 特 記 事 項 |
| 1982年（昭和57年） |                                      | ←←←←                                 |                                      |                                      | 11月16日                | 1,721                   |             |
| 1983年（昭和58年） |                                      | ←←←←                                 |                                      |                                      | 11月8日                 | 1,753                   |             |
| 1984年（昭和59年） |                                      | ←←←←                                 |                                      |                                      | 11月6日                 | 1,826                   |             |
| 1985年（昭和60年） |                                      | ←←←←                                 |                                      |                                      | 11月12日                | 1,369                   |             |
| 1986年（昭和61年） |                                      | ←←←←                                 |                                      |                                      | 11月11日                | 1,466                   |             |
| 1987年（昭和62年） |                                      | ←←←←                                 |                                      |                                      | 11月10日                | 1,496                   |             |
| 1988年（昭和63年） |                                      | ←←←←                                 |                                      |                                      | 11月8日                 | 1,363                   |             |
| 1989年（平成元年） |                                      | ←←←←                                 |                                      |                                      | 11月14日                | 1,365                   |             |
| 1990年（平成2年）  |                                      | ←←←←                                 |                                      |                                      | 11月6日                 | 1,355                   |             |
| 1991年（平成3年）  |                                      | ←←←←                                 |                                      |                                      |                         |                         |             |
| 1992年（平成4年）  |                                      | ←←←←                                 |                                      |                                      | 11月10日                | 1,394                   |             |
| 1993年（平成5年）  |                                      | ←←←←                                 |                                      |                                      |                         |                         |             |
| 1994年（平成6年）  |                                      | ←←←←                                 |                                      |                                      |                         |                         |             |
| 1995年（平成7年）  |                                      | ←←←←                                 |                                      |                                      | 12月5日                 | 1,375                   |             |
| 1996年（平成8年）  |                                      | ←←←←                                 |                                      |                                      |                         |                         |             |
| 1997年（平成9年）  |                                      | ←←←←                                 |                                      |                                      |                         |                         |             |
| 1998年（平成10年） |                                      | ←←←←                                 |                                      |                                      |                         |                         |             |
| 1999年（平成11年） |                                      | ←←←←                                 |                                      |                                      |                         |                         |             |
| 2000年（平成12年） |                                      | ←←←←                                 |                                      |                                      |                         |                         |             |
| 2001年（平成13年） | 179,550                              | ←←←←                                 | 77,849                               | 257,399                              |                         |                         |             |
| 2002年（平成14年） | 168,210                              | ←←←←                                 | 74,700                               | 242,910                              |                         |                         |             |
| 2003年（平成15年） | 165,000                              | ←←←←                                 | 75,690                               | 240,690                              |                         |                         |             |
| 2004年（平成16年） | 156,690                              | ←←←←                                 | 78,532                               | 235,222                              |                         |                         |             |
| 2005年（平成17年） | 156,240                              | ←←←←                                 | 79,960                               | 236,200                              | 11月8日                 | 1,151                   |             |
| 2006年（平成18年） | 157,530                              | ←←←←                                 | 76,682                               | 234,212                              |                         |                         |             |
| 2007年（平成19年） | 157,560                              | ←←←←                                 | 79,625                               | 237,185                              |                         |                         |             |
| 2008年（平成20年） | 153,990                              | ←←←←                                 | 80,781                               | 234,771                              | 11月18日                | 1,128                   |             |
| 2009年（平成21年） | 153,550                              | ←←←←                                 | 75,674                               | 229,224                              |                         |                         |             |
| 2010年（平成22年） | 158,340                              | ←←←←                                 | 96,957                               | 255,297                              | 11月9日                 | 1,917                   |             |
| 2011年（平成23年） |                                      | ←←←←                                 |                                      |                                      |                         |                         |             |
| 2012年（平成24年） |                                      | ←←←←                                 |                                      |                                      | 11月13日                | 1,263                   |             |

## 駅周辺
- 河合町役場
- 河合町立中央体育館
- 河合町立中央公民館
- 河合町立河合第一小学校
- 河合町立河合第一中学校
- 河合町総合スポーツ公園
- 池部簡易郵便局
- 河合町総合福祉会館「豆山の郷」
- 馬見丘陵公園

## バス路線
河合町巡回ワゴン「豆山すな丸号」
駅前に「池部駅（役場前）」停留所が設置されている。
- 西ルート
- 東ルート
- 南ルート

※ 運賃は無料で、いずれの路線も1日5便の運行となっている。月曜と年末年始（12月28日～1月4日）は運休する。

## 隣の駅
近畿日本鉄道
I 田原本線
箸尾駅 (I39) - 池部駅 (I40) - 佐味田川駅 (I41)